# 13200 Romagnani
13200 Romagnani (1997 EQ40) là một tiểu hành tinh vành đai chính được phát hiện ngày 13 tháng 3 năm 1997 bởi L. Tesi và G. Cattani ở San Marcello Pistoiese.